# Filles de Marie de Saint-Denis
Les Filles de Marie de Saint-Denis est une congrégation religieuse enseignante et hospitalière de droit pontifical.

## Histoire
Les Filles de Marie sont fondées à Sainte-Marie sur l'île de La Réunion par le spiritain Frédéric Levavasseur (1811-1882) et Aimée Pignolet de Fresnes (1810-1889), en religion Mère Marie Magdeleine de la Croix, pour l'évangélisation des esclaves noirs affranchis en 1848. Les quatorze premières postulantes reçoivent l'habit religieux le 19 mai 1849 en commençant officiellement la nouvelle famille religieuse.
Florian Desprez, évêque de La Réunion, érige la fraternité en institut de droit diocésain le 4 juillet 1851. L'institut reçoit le décret de louange le 28 janvier 1891 et ses constitutions sont définitivement approuvés par le Saint-Siège le 12 décembre 1948.

## Activités et diffusion
Les Filles de Marie se consacrent à l'enseignement et aux soins des malades.
Elles sont présentes en:
- Îles de l'océan indien : Maurice, La Réunion, Rodrigues, Seychelles.
- Afrique : Madagascar, Tanzanie.

La maison-mère est à Saint-Denis.
En 2017, la congrégation comptait 315 sœurs dans 60 maisons.